# (15913) Телемах
(15913) Телема́х (др.-греч. Τηλέμαχος) — типичный троянский астероид Юпитера, движущийся в точке Лагранжа L4, в 60° впереди планеты. Астероид был открыт 1 октября 1997 года в рамках обзора по поиску троянских астероидов Uppsala-DLR Trojan Survey в обсерватории Ла-Силья и назван в честь Телемаха, сына Одиссея и Пенелопы в древнегреческой мифологии.

Орбита астероида Телемах и его положение в Солнечной системе